# Borrachuelo

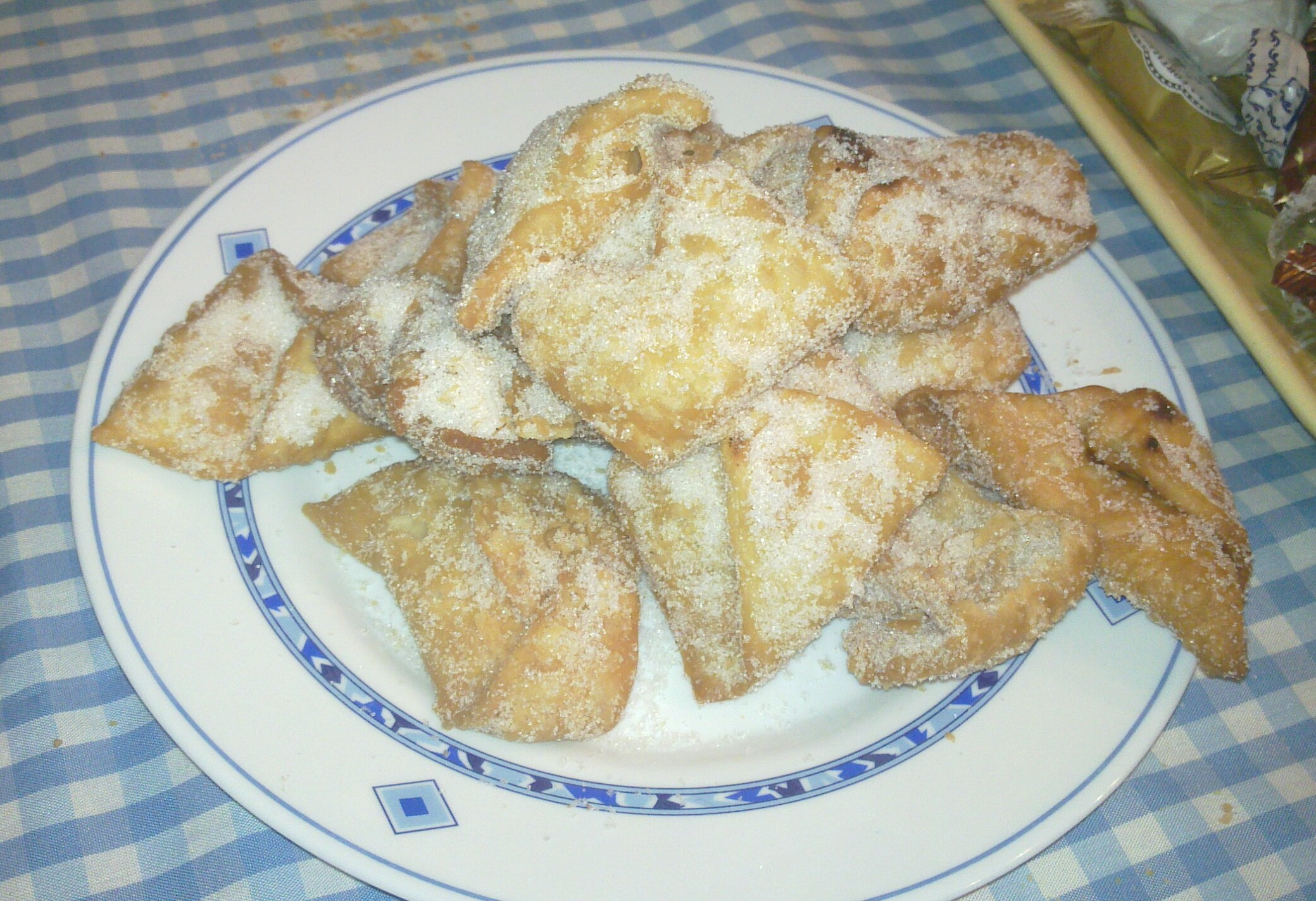
Plato de borrachuelos

El borrachuelo es un dulce, de los denominados «frutas de sartén», típico del sur de España, íntimamente relacionado con el pestiño, con el que comparte una formulación similar.
El borrachuelo clásico es una masa hecha con harina de trigo, aceite de oliva o girasol, vino blanco o aguardiente, aromatizado con naranja, clavo y anís en grano (conocido en Andalucía como «matalahuga»). Tiene forma de empanadilla, con un relleno de cabello de ángel, que posteriormente se fríe hasta adquirir un color dorado. Una vez frito, puede presentarse emborrizado en azúcar o con un baño de miel. 
Es un dulce con varios siglos de historia, citado junto con el pestiño por el escritor Serafín Estebanez Calderón en su obra Escenas andaluzas, publicada en 1846.